# Agrarian Justice
Agrarian Justice – dzieło Thomasa Paine’a poświęcone kwestii reformy rolnej, opublikowane w 1797. Paine odrzucał koncepcję prywatnej własności ziemi rolnej, wskazując na brak takiej koncepcji w Biblii, oraz uważał, że własność ziemi skutkuje wykluczeniem znacznej części społeczeństwa z zysków, jakie duzi właściciele ziemscy pozyskują z zasobu stanowiącego wspólną własność społeczną. W ówczesnej sytuacji panującej w Wielkiej Brytanii, Paine proponował utworzenie Funduszu Narodowego, z której każdy obywatel osiągający wiek 21 lat otrzymywałby piętnaście funtów szterlingów jako formę rekompensaty za ziemie przekazane na własność prywatną w przeszłości oraz dziesięć funtów rocznie aż do osiągnięcia wieku 55 lat (była to więc forma bezwarunkowego dochodu podstawowego).